# الرواء الشرقية

تعديل مصدري - تعديل

الرواء الشرقية هي إحدى قرى عزلة جعار بمديرية خنفر التابعة لمحافظة أبين، بلغ تعداد سكانها 30 نسمة حسب تعداد اليمن لعام 2004.